# Liwale, Zambia
Liwale este o așezare situată în partea de sud-vest a Zambiei, în Provincia de Vest.